# Шамотули

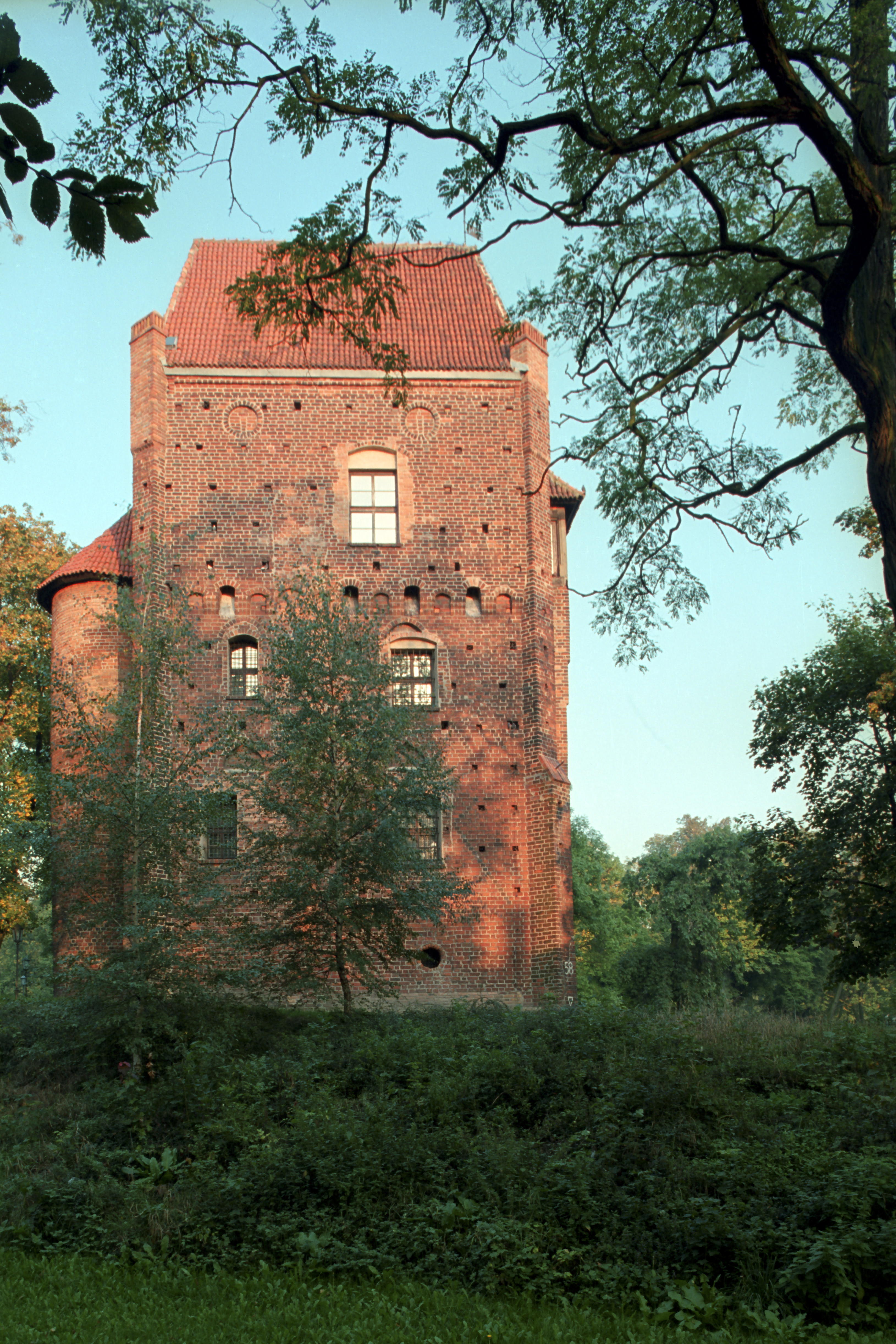
Вежа (башта Гальшки) замку у Шамотулах, де утримували Гальшку Острозьку

Шамоту́ли (пол. Szamotuły) — місто в західній Польщі, на річці Сама — притоці Варти.

## Розташування
Знаходиться на відстані 34 км від Познані.

## Історія
Близько 1475 року дідич міста Анджей Сьвідва став засновником та надав фундуш для капеланії при вівтарі св. Трійці костелу св. Станіслава.
За сприяння дідича Лукаша Ґурки в місті друкувалась лютеранська література.

## Пам'ятки

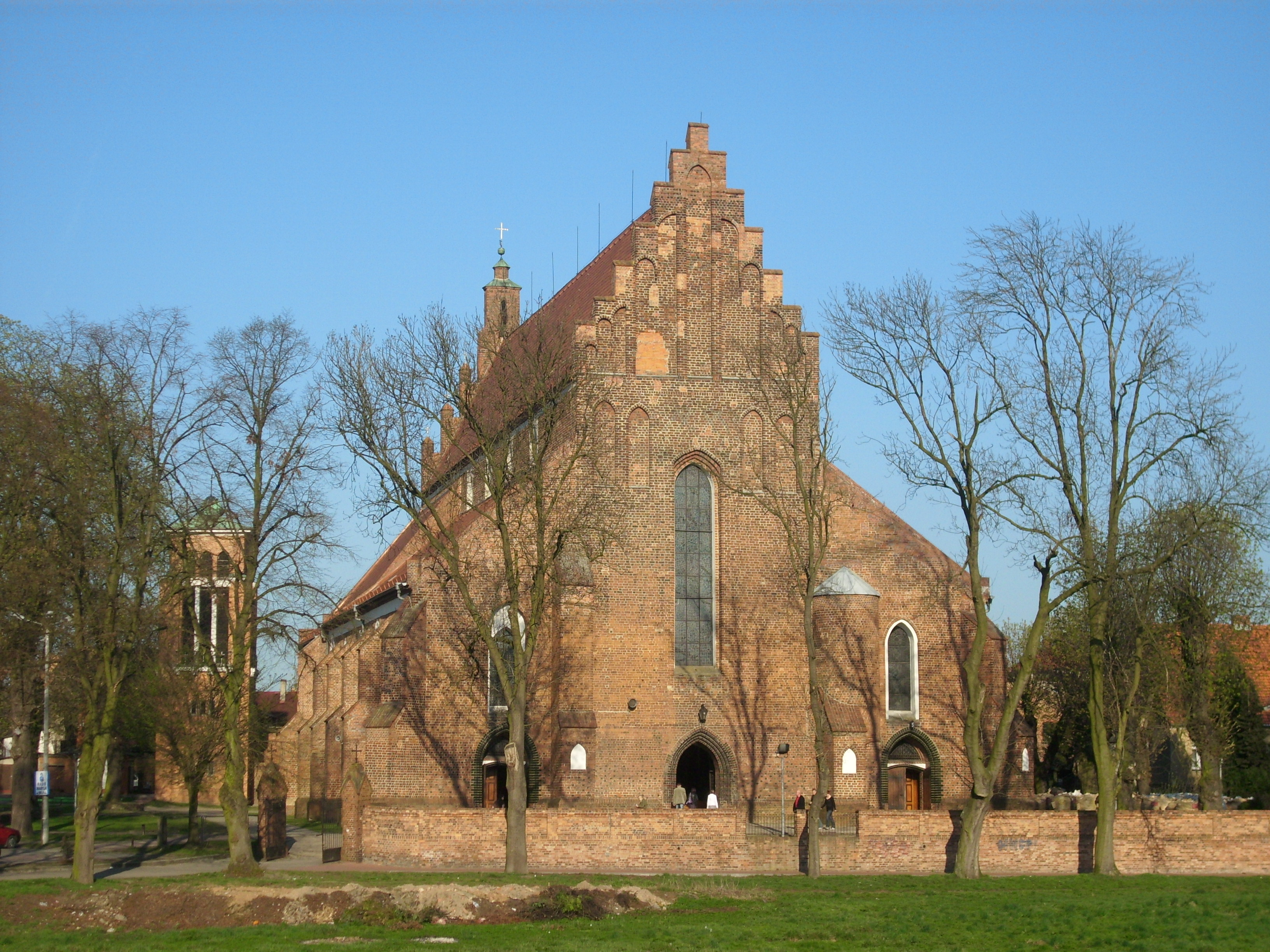

- В місті є замок, у вежі якого Лукаш Ґурка силоміць утримував дружину Гальшку Острозьку (заміж видана примусово).
- Колегіальна базиліка Пречистої Діви Марії та св. Станіслава

## Демографія
Демографічна структура станом на 31 березня 2011 року:
|          | Загалом | Допрацездатний вік | Працездатний вік | Постпрацездатний вік |
| -------- | ------- | ------------------ | ---------------- | -------------------- |
| Чоловіки | 9091    | 1793               | 6391             | 907                  |
| Жінки    | 9980    | 1718               | 5952             | 2310                 |
| Разом    | 19071   | 3511               | 12343            | 3217                 |

## Міста-побратими
- Грос-Герау, Німеччина (1989)
- Halderberge[en], Нідерланди (1991)
- Kinna, Швеція (1991)
- Бриньйоль, Франція (1996)
- Бруніко, Італія (1997)
- Тілт, Бельгія (1998)

## Відомі люди
- Войцех із Шамотул (пол. Wacław z Szamotuł) — професор Краківської Академії та королівський лікар; йому присвятив свої елегії Русин Павло[6].
- Вінцентій з Шамотул — дідич, разом з Доброґостом у 1423 їхнім коштом збудували новий цегляний костел.
- Ян з Шамотул (пол. Jan z Szamotuł, прізвисько Paterek (бл. 1480 — 9 січня 1519) — «піонер» польської мови, проповідник.
- Шамотульські.